# S. P. Somtow
Somtow Papinian Sucharitkul (thai: สมเถา สุจริตกุล, n. 30 decembrie 1952, Bangkok, Thailanda) este un compozitor și scriitor thailandez.